# Ryuzo Morioka
Ryuzo Morioka, född 7 oktober 1975 i Yokohama, Japan, är en japansk tidigare fotbollsspelare.